# Liederfest (Baltikum)
Die baltischen Liederfeste (est. laulupidu, lett. dziesmu svētki, lit. dainų šventė) sind Musikveranstaltungen, die in unterschiedlichen Veranstaltungsrhythmen in Estland, Lettland und Litauen stattfinden.

## Geschichte

### Erste Liederfeste
Im Jahre 1869 fand in Dorpat (estnisch Tartu) das erste estnische Liederfest im Baltikum statt. 1873 folgte in Lettland das erste Allgemeine lettische Liederfest. Litauen zog im Jahre 1924 mit seinem ersten nationalen Liederfest nach.

### Renaissance

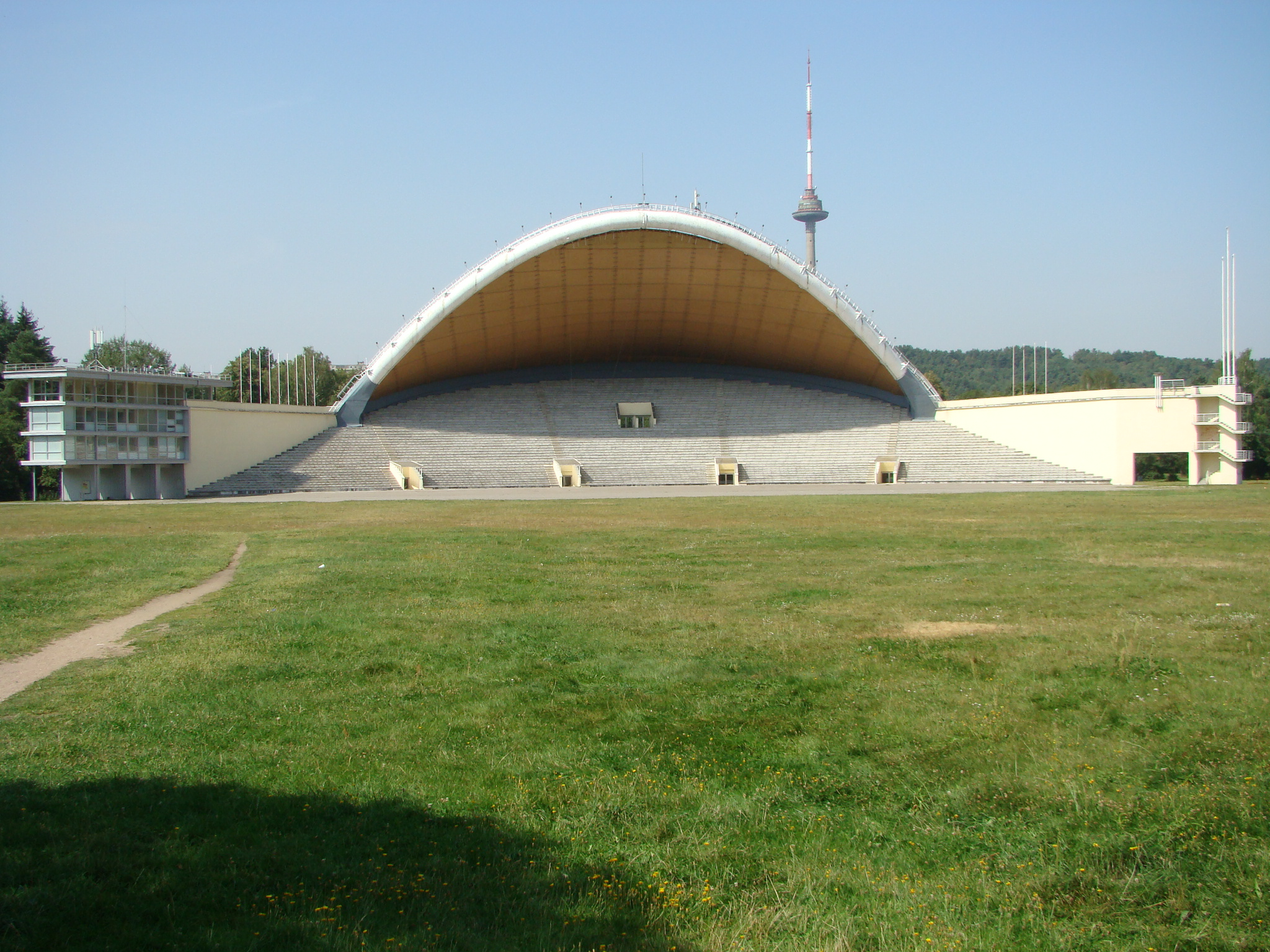
Liederfest-Estrade im Vingis-Park, Vilnius

In Erinnerung an diese Traditionen, die während der Sowjetunion nicht gefördert wurden, fand am 11. September 1988 bei Tallinn das Festival „Estlands Lied 1988“ unter reger Anteilnahme der anderen baltischen Völker statt. In Tallinn nahmen mehr als 300.000 Menschen am Festival teil. Sie sangen die einst verbotene Nationalhymne „Mu isamaa, mu õnn ja rõõm“ (Mein Vaterland, mein Glück und meine Freude).
Im August 1989 bildeten rund zwei Millionen Menschen aus Estland, Lettland und Litauen anlässlich des 50. Jahrestags des deutsch-sowjetischen Nichtangriffspaktes, der die Aufteilung Mitteleuropas zwischen Hitler-Deutschland und Stalin-Russland regelte, eine 600 Kilometer lange Menschenkette von Vilnius über Riga nach Tallinn. Dieser „Baltische Weg“ (auch „Baltische Kette“ genannt) sollte den Willen der Balten nach Unabhängigkeit demonstrieren. Die Singende Revolution im Baltikum führte wesentlich zur Auflösung der Sowjetunion im Jahre 1991.
2003 wurden die baltischen Sängerfeste von der UNESCO als immaterielles Kulturerbe im Rahmen des Programms der Meisterwerke des mündlichen und immateriellen Erbes der Menschheit anerkannt und 2008 in die Repräsentative Liste des immateriellen Kulturerbes der Menschheit überführt.